# Leonardo Godoy
Leonardo Ezequiel Godoy (Concordia; Entre Ríos; 28 de abril de 1995) es un futbolista argentino que se desempeña como lateral derecho. Actualmente juega en el Club Atlético Independiente, de la Primera División de Argentina.

## Trayectoria

### Atlético Rafaela
Antes de llegar a Atlético jugó en Club Salto Grande, el club de Concordia dónde se formó futbolísticamente y después fue a una prueba en Vélez Sarsfield donde no logró quedar.
Debutó en 2015; jugando para Atlético de Rafaela. Jugaría el resto de la temporada en el club en donde pudo disputar solo 11 partidos como titular. A finales de la temporada fue transferido a Talleres.

### Talleres de Córdoba
Luego de una temporada en Atlético de Rafaela es transferido a Talleres, equipo recién ascendido que compró el 80% de su pase por 500.000 dólares. Firmó un contrato por 4 años con la institución cordobesa.
 

En su llegada a Talleres manifestó entusiasmo por este gran salto en su carrera profesional: 
“Es un desafío muy lindo y espero afianzarme para ser titular y jugar que es lo que vine a buscar”. Dijo Leo en una entrevista con el diario Río Uruguay.
La temporada en Talleres fue muy buena para Leonardo en la cual se ganaría la titularidad de su puesto: disputó a lo largo del campeonato 2016/17 un total de 29 partidos (de los 30 del campeonato) y consiguió anotar 2 tantos, uno de ellos a su exclub y es recocido por el jugador como el momento más importante desde que llegó a Talleres.

Cuando llegó a Talleres, hace casi un año, era un jugador casi desconocido para el medio local, pese a que venía de jugar 11 partidos como titular en Atlético de Rafaela. Sin embargo, para Leonardo fue todo muy vertiginoso en la “T”. Arrancó como titular desde la primera fecha, contra Racing, y nunca largó el lateral derecho de la defensa en lo que va del torneo, privilegio que comparte con Guido Herrera; ambos son los jugadores con más presencias en la temporada.
“Hasta ahora todo me viene saliendo bien y no me he lesionado. En cada partido o entrenamiento entrego todo y juego al máximo, pero también trato de cuidarme mucho. No es fácil ser titular en un club tan exigente y con tanta competencia interna como Talleres”, dijo “Leo”  tras una de las prácticas del plantel, en la Boutique.
Fue solicitado por los hinchas en numerosas ocasiones para ser convocado a la Selección Argentina. Desde 2017, se rumoreó su posible convocatoria y fue observado por el director técnico de la Albiceleste. En 2018, integró una lista de posibles convocados por Jorge Sampaoli y en 2019, es visto por Walter Samuel, miembro del cuerpo técnico de la Selección, durante el partido entre Talleres y Banfield.

### Estudiantes de La Plata
En septiembre de 2020 es presentado en Estudiantes de La Plata. Primero es cedido a préstamo y luego es comprado su pase por la institución platense. Estudiantes cuenta con el 50 por ciento de los derechos económicos sobre el pase de Leonardo Godoy. El 40 por ciento le corresponde a Talleres de Córdoba y el 10 por ciento restante a Atlético de Rafaela, el club en el que dio sus primeros pasos.
Obtiene su punto cúlmine en la institución obteniendo la Copa Argentina 2023 en diciembre de ese año.

### Athletico Paranaense
A finales de diciembre de 2023 se confirma el traspaso al Club Athletico Paranaense, que pagó 2 millones de dólares por su ficha y un contrato hasta 2027. El 14 de abril de 2024 consigue el primer gol en Paranaense, convirtiendo el tercer gol del equipo en la goleada 4 a 0 contra Cuiabá. 

### Independiente
Durante el mes de junio del año 2025, Godoy es presentado como el primer refuerzo del Club Atlético Independiente, comprado por la cifra de $1.900.000 USD con una duración de contrato de 3 años.

## Estadísticas

### Clubes
Actualizado hasta su último partido disputado el 13 de julio de 2025.
| Club                              | Div.          | Temporada     | Liga  | Liga  | Liga   | Estatales | Estatales | Estatales | Copas nacionales | Copas nacionales | Copas nacionales | Torneos internacionales | Torneos internacionales | Torneos internacionales | Total | Total | Total  |
| Club                              | Div.          | Temporada     | Part. | Goles | Asist. | Part.     | Goles     | Asist.    | Part.            | Goles            | Asist.           | Part.                   | Goles                   | Asist.                  | Part. | Goles | Asist. |
| --------------------------------- | ------------- | ------------- | ----- | ----- | ------ | --------- | --------- | --------- | ---------------- | ---------------- | ---------------- | ----------------------- | ----------------------- | ----------------------- | ----- | ----- | ------ |
| Atlético de Rafaela Argentina     | 1.ª           | 2015          | 13    | 0     | 1      | —         | —         | —         | 2                | 1                | 0                | —                       | —                       | —                       | 15    | 1     | 1      |
| Atlético de Rafaela Argentina     | 1.ª           | 2016          | 11    | 0     | 0      | —         | —         | —         | 1                | 0                | 0                | —                       | —                       | —                       | 12    | 0     | 0      |
| Atlético de Rafaela Argentina     | Total club    | Total club    | 24    | 0     | 1      | 0         | 0         | 0         | 3                | 1                | 0                | 0                       | 0                       | 0                       | 27    | 1     | 1      |
| Talleres de Córdoba Argentina     | 1.ª           | 2016-17       | 29    | 2     | 3      | —         | —         | —         | 1                | 0                | 0                | —                       | —                       | —                       | 30    | 2     | 3      |
| Talleres de Córdoba Argentina     | 1.ª           | 2017-18       | 23    | 0     | 2      | —         | —         | —         | 1                | 0                | 0                | —                       | —                       | —                       | 24    | 0     | 2      |
| Talleres de Córdoba Argentina     | 1.ª           | 2018-19       | 16    | 1     | 4      | —         | —         | —         | 2                | 2                | 0                | 2                       | 0                       | 0                       | 20    | 3     | 4      |
| Talleres de Córdoba Argentina     | 1.ª           | 2019-20       | 13    | 2     | 0      | —         | —         | —         | 2                | 0                | 0                | —                       | —                       | —                       | 15    | 2     | 0      |
| Talleres de Córdoba Argentina     | Total club    | Total club    | 81    | 5     | 9      | 0         | 0         | 0         | 6                | 2                | 0                | 2                       | 0                       | 0                       | 89    | 7     | 9      |
| Estudiantes de La Plata Argentina | 1.ª           | 2020-21       | —     | —     | —      | —         | —         | —         | 12               | 0                | 0                | —                       | —                       | —                       | 12    | 0     | 0      |
| Estudiantes de La Plata Argentina | 1.ª           | 2021          | 24    | 2     | 2      | —         | —         | —         | 14               | 1                | 2                | —                       | —                       | —                       | 38    | 3     | 4      |
| Estudiantes de La Plata Argentina | 1.ª           | 2022          | 21    | 1     | 2      | —         | —         | —         | 11               | 1                | 0                | 13                      | 0                       | 1                       | 45    | 2     | 3      |
| Estudiantes de La Plata Argentina | 1.ª           | 2023          | 22    | 1     | 5      | —         | —         | —         | 15               | 0                | 1                | 10                      | 3                       | 4                       | 47    | 4     | 10     |
| Estudiantes de La Plata Argentina | Total club    | Total club    | 67    | 4     | 9      | 0         | 0         | 0         | 52               | 2                | 3                | 23                      | 3                       | 5                       | 142   | 9     | 17     |
| Athletico Paranaense · Brasil     | 1.ª           | 2024          | 26    | 1     | 2      | 5         | 0         | 0         | 2                | 0                | 0                | 9                       | 0                       | 2                       | 42    | 1     | 4      |
| Athletico Paranaense · Brasil     | Total club    | Total club    | 26    | 1     | 2      | 5         | 0         | 0         | 2                | 0                | 0                | 9                       | 0                       | 2                       | 42    | 1     | 4      |
| Santos F. C. · Brasil             | 1.ª           | 2025          | 6     | 0     | 0      | 10        | 1         | 0         | 2                | 0                | 0                | —                       | —                       | —                       | 18    | 1     | 0      |
| Santos F. C. · Brasil             | Total club    | Total club    | 6     | 0     | 0      | 10        | 1         | 0         | 2                | 0                | 0                | 0                       | 0                       | 0                       | 18    | 1     | 0      |
| C. A. Independiente Argentina     | 1.ª           | 2025          | 1     | 0     | 1      | —         | —         | —         | —                | —                | —                | —                       | —                       | —                       | 1     | 0     | 1      |
| C. A. Independiente Argentina     | Total club    | Total club    | 1     | 0     | 1      | 0         | 0         | 0         | 0                | 0                | 0                | 0                       | 0                       | 0                       | 1     | 0     | 1      |
| Total carrera                     | Total carrera | Total carrera | 205   | 10    | 22     | 15        | 1         | 0         | 65               | 5                | 3                | 34                      | 3                       | 7                       | 319   | 19    | 32     |
| 1. 2. 3. 4.                       |               |               |       |       |        |           |           |           |                  |                  |                  |                         |                         |                         |       |       |        |

## Palmarés

### Torneos regionales
| Título                | Club                 | Región | Año  |
| --------------------- | -------------------- | ------ | ---- |
| Campeonato Paranaense | Athletico Paranaense | Paraná | 2024 |

### Torneos nacionales
| Título         | Club                    | País      | Año  |
| -------------- | ----------------------- | --------- | ---- |
| Copa Argentina | Estudiantes de La Plata | Argentina | 2023 |

## Redes sociales
- Instagram

- Datos: Q27983276